# Adesmia mucronata
Adesmia mucronata är en ärtväxtart som beskrevs av William Jackson Hooker och George Arnott Walker Arnott. Adesmia mucronata ingår i släktet Adesmia och familjen ärtväxter. Inga underarter finns listade i Catalogue of Life.